# Olallamys
Olallamys é um gênero de roedor da família Echimyidae.

## Espécies
- Olallamys albicauda (Günther, 1879)
- Olallamys edax (Thomas, 1916)